# 가림초등학교
가림초등학교는 대한민국 경기도 광명시에 있는 공립 초등학교이다.

## 학교 연혁
- 1988.12.27 가림초등학교 설립인가
- 1989.07.09 신축교사 기공식
- 1990.03.01 초대 교장 배봉진 취임(1990.3.1-1995.2.28)
- 1990.03.20 교사 신축 준공(관리실 4, 교실 25)
- 1990.03.26 가림초등학교 개교(12학급)
- 1990.05.06 개교기념식 거행
- 1991.02.12 제1회 졸업식(166명)
- 1991.03.02 병설유치원 설립인가 및 개원(2학급)
- 1992.02.13 병설유치원 제1회 수료(77명)
- 1995.03.01 제2대 임배수 교장 부임
- 1996.03.01 가림초등학교로 개명
- 1999.03.01 제3대 민기홍 교장 부임
- 2003.03.01 제4대 김민자 교장 부임
- 2006.03.01 제5대 윤광중 교장 부임
- 2010.03.01 제6대 교장 이종만 부임
- 2012.03.01 특수학급 신설(1학급)
- 2013.09.01 제7대 교장 조용호 부임
- 2015.02.13 제25회 졸업식(133명, 누계 : 5,193명)
- 2015.03.01 초등 28학급 편성(특수 1, 병설유치원 3)

## 참고 자료
- 가림초등학교 - 한국교육학술정보원 학교알리미